# 者密镇
者密镇，是中华人民共和国贵州省黔南布依族苗族自治州平塘县下辖的一个乡镇级行政单位。
2014年2月13日，贵州省人民政府批复同意平塘县部分乡镇行政区划调整，新设置的者密镇辖原者密镇、四寨镇，镇人民政府驻金玉村。

## 行政区划
者密镇下辖以下地区：
第一社区、金玉村、茂村、六硐村、平河村、拉关村、甲青村、甲拉村、拉岩村、和平村、福荣村、红旗村、拉栗村、幸福村和沙坡村。